# Devnja (ort)
Devnja (bulgariska: Девня) är en ort i Bulgarien.   Den ligger i kommunen Obsjtina Devnja och regionen Oblast Varna, i den östra delen av landet, 300 km öster om huvudstaden Sofia. Devnja ligger 70 meter över havet och antalet invånare är 8 171.
Terrängen runt Devnja är kuperad åt sydost, men åt nordväst är den platt. Närmaste större samhälle är Provadija, 11,8 km väster om Devnja.
Nära Devnja är det i huvudsak tätbebyggt. medan området runt Devnja är det ganska glesbefolkat, med 25 invånare per kvadratkilometer.

## Historia under antiken
Devnya ligger på platsen för den antika romerska och tidiga bysantinska staden Marcianopolis (Μαρκιανούπολις) som grundades av den romerske kejsaren Trajanus efter det andra daciska kriget, som slutade år 106. Staden har fått sitt namn efter Trajanus syster, Ulpia Marciana. Staden var ett strategiskt centrum och var en del av det romerska Thrakien fram till 187-193, och tillhörde då provinsen Moesia inferior. Marcianopolis blomstring under romerskt styre avslutades av en gotisk räd 248-249 e.Kr. och efterföljande invasioner främmande folk från norr.
Under kejsar Diocletianus blev Marcianopolis centrum för provinsen Moesia Secunda i Thrakiens stift, och återuppbyggdes grundligt i slutet av 200-talet och början av 300-talet. Staden växte i betydelse på bekostnad av grannstaden Odessos (Varna) på 300-talet. Staden var ett viktigt biskopscentrum och en basilika från perioden grävdes ut på 1900-talet. Under kejsar Valens konflikt med goterna (366-369) var Marcianopolis en tillfällig huvudstad i imperiet och den största staden i Thrakien enligt en källa från perioden. Antiopes hus, en senromersk villa dekorerad med flera vackra golvmosaiker, har grävts ut och visas för allmänheten. Villan byggdes i slutet av 200-talet eller början av 300-talet e.Kr. Den är nu mosaikmuseet i Devnja. Trots regelbundna attacker förblev Marcianopolis ett viktigt centrum tills en avarisk räd slutligen förstörde staden 614-615 e. Kr. Platsen fortsatte att sättas ut på kartor fram till långt senare.

## Osmanskt styre under medeltid och det befriade Bulgarien
När slaverna bosatte sig på Balkan på 600-talet kallade de ruinerna av den antika staden för Devina, från proto-indoeuropeiska *dhew-(i)na eller *dhew-eina ("källa, källa, ström, ström") och förknippade den med slaviska ordet deva ("jungfru "). En liten bulgarisk fästning fanns på platsen under medeltiden, möjligen byggd under Omurtag på 800-talet och utvidgad norrut på 900- eller 1000-talet. En stor bulgarisk massgrav från 800-talet har grävts ut på platsen.
Efter den osmanska invasionen av Balkan förstördes och övergavs fästningen, och bosättningen flyttades västerut. En by vid namn Devne nämns i en skattelängd från 1573, med andra former av namnet är dokumenterade bekräftade   av utländska och bulgariska resenärer på 1500- och 1600-talen, ibland använda för att beteckna floden.
Efter Bulgariens befrielse från det osmanska styret kallades byn Devne fram till 1934, då den ersattes av formen Devnja. Den nedre floden Devnja var en plats för äldre verksamheter sedan ottomansk tid med många vattenkvarnar som betjänade det i övrigt flodlösa landet i södra Dobruja, ett område son var en kornbiod i Bulgarien. Den 27 augusti 1969 bildades staden Devnja genom en sammanslagning av byarna Devnja, Reka Devnja och Poveljanovo.